# Четиридесетидвуъгълник
Четиридесетидвуъгълникът (също и дотетраконтагон или тетраконтадигон) е многоъгълник с 42 страни и ъгли. Сборът на всички вътрешни ъгли е 7200° (40π). Има 819 диагонала.

## Правилен четиридесетидвуъгълник
При правилния четиридесетидвуъгълник всички страни и ъгли са равни. Вътрешният ъгъл е 171 3⁄7° или приблизително 171,42857°, а външният и централният – 8 4⁄7° или приблизително 8,57143°.

### Лице
Лицето S на правилен четиридесетидвуъгълник може да бъде намерено по три начина:
- По страната a:

{\displaystyle S={\frac {21a^{2}}{2}}\cot({\tfrac {\pi }{42}})\approx 140,1127627\,a^{2}}
- По радиуса R на описаната окръжност:

{\displaystyle S=21R^{2}\cdot \sin({\tfrac {\pi }{21}})\approx 3,1298876\,R^{2}}
- По радиуса r на вписаната окръжност (т.е. апотемата):

{\displaystyle S=42a^{2}\cdot \tan({\tfrac {\pi }{42}})\approx 3,1474649\,r^{2}}

### Построение
Тъй като 42 = 2×3×7, а 7 не е просто число на Ферма, правилен четиридесетидвуъгълник не може да бъде построен с линийка и пергел.